# Веласкес Кескен, Хавьер
Анхель Хавьер Веласкес Кескен (исп. Ángel Javier Velásquez Quesquén, родился 9 ноября 1959 года) — премьер-министр Перу c 12 июля 2009 по 14 сентября 2010.
Выпускник Папского католического университета Перу. Веласкес пять сроков был конгрессменом (в 1995—2000, затем между 2001 и 2019). C 2006 по 2011 год он представляет регион Ламбайеке. Был главой национального конгресса в 2008—2009 годах. Веласкес состоит в Американском народно-революционном альянсе. Назначение его на пост премьер-министра президентом Перу Аланом Гарсиа было во многом связано с сильнейшим политическим кризисом в Перу: страна была поражена экономическим спадом и растущей безработицей, также незадолго до этого прошли кровопролитные стычки правительственных сил Перу с амазонскими индейцами протестующими против уничтожения их среды обитания — амазонских лесов.